# Hermann Hesse
Hermann Karl Hesse, född 2 juli 1877 i Calw i Württemberg i Tyskland, död 9 augusti 1962 i Montagnola i Schweiz, var en tysk-schweizisk författare och poet. Han är mest känd för att ha skrivit romanerna Demian (1919), Siddhartha (1922), Stäppvargen (1927), Narziss och Goldmund (1930) och Glaspärlespelet (1943). År 1946 belönades han med Nobelpriset i litteratur. Ett återkommande tema i Hesses författarskap är individens inre resa mot andlighet och självkännedom, en strävan efter djupare förståelse av sitt jag i konflikt med samhällets normer.

## Biografi

### Barndom och ungdom
Hesse växte upp i staden Calw i Schwarzwald i en pietistisk missionärfamilj. Hesse sa sig ha haft en god barndom; ett kärleksfullt, kultiverat familjeliv med sång och musik, sagoberättande, utflykter, umgänge med många exotiska främlingar och främmande språk. Hesses uppväxt i en puritansk miljö med pietismens stränga krav på en växande människa skapade dock senare en pubertetskris hos Hesse. Han var överallt omgiven av krafter som försökte bryta ner hans vilja, hans egensinne. Det gällde såväl myndighetspersoner, läkare, rektorer, präster som anstaltsföreståndare men även hans egen familj. Man försökte på olika sätt kväsa, anpassa och trycka ner den tonårige Hesse. Man förklarade honom lida av ”moral insanity”, moralisk sinnessjukdom. Det man ville förklara sjukt var dock ett utvecklingsskeende, en pubertetskris hos en intensivt känslig person som måste utkämpa i ständig kamp mot omvärlden. Det märkliga är att han orkade stå dessa förenade krafter emot, under så lång tid.
Släkttraditionen bjöd att han skulle bli präst eller lärare. Han gick 1886–1889 i reallyceum i Calw. Bland examinatorerna utvaldes 45 pojkar från Württemberg till stipendiat i teologi vid Maulbronns seminarium. Hesse kom snabbt på kant med fiolläraren varefter han rymde ut i naturen under en natt i mars 1892. Han vistades sedan  hemma en månad. Rektorn bad därefter Hesse att sluta vid skolan på grund av ett förmodat dåligt inflytande på övriga elever. Hans bästa vän vid Maulbronn fick av sina föräldrar inte längre umgås med Hesse. Han inkvarteras därefter i ett prästhem i Bad Boll under våren där han blir förälskad i en 8 år äldre ung fröken, men blir avvisad. Han köper en revolver men självmordsförsöket misslyckas. Pastor Blumhardt försöker sig på djävulsutdrivning och vill ej längre ha honom boende hos sig, varför han av fadern blir förd till Stettens anstalt för sinnesförvirrade i juli 1892. Han förs en kort period tillbaka till hemmet men fadern skickar åter honom till Stetten. 15-åringen blir under denna period utsatt för en hård psykisk press och ber om att komma bort från Stetten.  
Han blir senare inackorderad hos släktingar i Basel. Han går på gymnasium i Cannstadt vintern 1893, ber att få sluta och börjar som lärling i en bokhandel i Esslingen på hösten. Sommaren 1894 praktiserade han vid Perrots mekaniska verkstad för tornurstillverkning. Hösten 1895 (18 år) prövar han på förnyad bokhandlarutbildning hos Heckenhauers bokhandelsfirma i Tübingen. Han slutar i juli 1899 och flyttar till Basel till en tjänst som bokhandelsmedarbetare i Reichs bokhandel tom 1901, i augusti som bokhandlare i Wattenwyls antikvariat vid Pfluggässlein fram till sommaren 1903. Under hela denna period läser och skriver han. 
Speciellt i morfaderns, teologen Hermann Grunderts, välfyllda bibliotek införskaffade han en synnerligen omfattande beläsenhet i skönlitteratur, historia, kulturhistoria och filosofi. Grundert hade varit missionär i Indien i 25 år. Han var lingvist och indolog, talade minst 20 språk, hade översatt Bibeln till malayalam och utgivit ett malayalam-engelskt lexikon. Hesse ville hela tiden själv skriva; han skulle bli diktare. Det var också i Tübingen han började skriva poesi och prosa. I boken Herman Lauscher (1901) förevigar han perioden från Tübingen. "När jag var 26 år gammal (1903) och just haft min första litterära framgång (Peter Camenzind) gav jag upp även att sälja gamla böcker."

### Debut
Han gjorde sin litterära debut med diktsamlingen Romantische Lieder 1898, vilket följdes av diktsamlingen Eine Stunde hinter Mitternacht 1899. Därefter följde den första skönlitterära boken Hinterlassene Schriften und Gedichte von Hermann Lauscher 1901.
Boken Herman Lauscher kom att uppmärksammas av Berlinförläggaren Samuel Fischer som uppmanade honom att åstadkomma något mer substantiellt. Hesse arbetade så fram Peter Camenzind. Fischer kom att införa denna i förlagets tidskrift Neue Rundschau hösten 1903 samt knöt Hesse med ett femårigt kontrakt om ensamrätt av kommande verk. Som egentlig romanförfattare debuterade han så med Peter Camenzind i bokform 1904, vilken också blev en uppseendeväckande stor framgång med 5 0000 sålda exemplar redan 1909. Boken gav honom redan året efter utgivningen Bauernfelderpriset, vilken Sigmund Freud uttryckte sig uppskattande om. Boken översattes också tidigt till svenska och utkom 1905.
Innan Peter Camenzind tryckts i bokform arbetade Hesse hösten 1903 fram boken Under hjulet, vilken först gick som följetong i Neue Züricher Zeitung 1904, för att därefter tryckas i bokform 1906.
Verk av honom brändes under bokbålen runt om i Nazityskland 1933.
Hesse fick Nobelpriset i litteratur 1946. Prismotiveringen löd: "För hans inspirerande författarskap som i sin utveckling mot djärvhet och djup tillika företräder klassiska humanitetsideal och höga stilvärden."
Hesse fick 1955 utmärkelsen Pour le Mérite för sin insats för världsfreden. Hans mest kända romaner är Stäppvargen, Siddhartha, Narziss och Goldmund och Glaspärlespelet, som allesammans handlar om letandet efter andlighet utanför samhället eller om utanförskapet i sig. Hermann Hesse var även en flitig recensent med över 3 000 bokrecensioner.
Hesse är en av de mest översatta och lästa tyska författarna, i synnerhet sedan 1960-talet, då det i USA bröt ut en riktig Hermann Hesse-boom.

### Brev och skriftställarskap
Hermann Hesse hade en omfångsrik korrespondens. Man uppskattar att omkring 35 000 brev finns bevarade i hans kvarlåtenskap i olika arkiv. Många är skrivna till privatpersoner andra till vänner. I Sverige finns 54 brev utgivna i boken Brev från en diktare, varav tre är adresserade till Thomas Mann och ett till André Gide. Ett urval av Hesses egna brev gavs ut i en samlad utgåva Die Briefe i åtta band på Suhrkamps Verlag under åren 2012–2023. De innehåller brev skrivna åren 1881–1957 och omfattar sammanlagt 5 527 sidor. Brevväxlingar har givits ut separat. Brevväxlingen med Thomas Mann gavs ut i Tyskland på Fischer Verlag 2003 i boken Hermann Hesse - Thomas Mann Briefwechsel, omfattande 400 sidor. En brevväxling med Stefan Zweig har också utgetts på Suhrkamp Verlag, omfattande 100 brev och journalistiska uppskattningar, på 206 sidor. Även en brevväxling med Peter Weiss har utgivits på Suhrkamp Verlag 2009 i Verehrter grosser Zaiberer - briefwechsel 1937-1962, på 249 sidor.
Suhrkamp Verlag har också mellan 1988 och 2005, i fem band, samlade under namnet Die Welt im Buch I-V, utgett de samlade recensioner och skriftställningar Hesse gjorde under åren 1900–1962. Sammantaget uppgår antalet till 3 400 recensioner och omfattar hela 3 712 sidor. Det betyder att nästan en fjärdedel av hans verk består av litteraturkritik. Artiklarna var ursprungligen publicerade i sextio olika tyska, österrikiska och schweiziska tidningar och tidskrifter men har nu samlat återutgetts.
Hesse visar sig vara en utforskare av nästan encyklopedisk läskunnighet inom områdena skönlitteratur, konst-, kulturhistoria, biografier, filosofi och psykoanalys; publikationer om musik och måleri, ungdomslitteratur, sagor, legender och reselitteratur liksom förmedling av orientaliska och asiatiska traditioner, särskilt från Kina. Recensioner görs av fackböcker om historiska och vetenskapliga verk. Han var en av de första att uppmärksamma vikten av Franz Kafka. Sigmund Freuds och Carl Gustav Jungs skrifter recenseras. Han redovisar ett brett spektrum av utländsk litteratur i ett försök att övervinna förlegad nationalism och verka som en brobyggare av internationell förståelse efter världskrigen.

### Bosättning och gravplats
Från 1919 var han bosatt i Montagnola, i Tessin, den sydligaste kantonen i Schweiz, nära Lugano. Han blev schweizisk medborgare 1923. Hesse levde sammanlagt 60 år av sitt liv i Schweiz; 1881–1886, 1899–1904 och 1912–1962. Hesse är begravd tillsammans med sin tredje hustru Ninon på kyrkogården i S. Abbondino i närheten av Montagnola.

### Museer och minnesplatser
Det finns flera museer som tillägnats Hesse, samtliga på platser där han bott. I Montagnola, Calw och två museer i Geienhofen. I Montagnola ligger Museum Hermann Hesse med ett rikt utbud av utställningar, workshops etc under hela året.
Hermann Hesse Museum Calw. 1990 tillägnade staden Calw ett tio rum stort museum till stadens store son Hermann Hesse för att hedra 1900-talets mest populära och lästa tyskspråkiga författares liv, arbete och historiska påverkan. Den permanenta utställningen om poeten ligger i en historisk byggnad med utsikt över torget och födelseplatsen.
Barndomsstaden Calw satte djupa spår i Hesses författarskap. Den förekommer såväl i Peter Camenzind som i Under hjulet. Till och med i Glaspärlespelet – för vilket han närmast fick Nobelpriset – har detaljer kunnat återfinnas. Ordens sk ”specialat” är identisk med det evangeliska ”dekanatet” – en byggnad vid Altburger Strasse.
I Gaienhofen finns två Hesse museer, vilka kompletterar varandra och minner om Hermann Hesses tid i Gaienhofen.
Hesse Museum Gaienhofen består av två historiska byggnader – tidigare skolan och kommunhuset. Här presenteras konstlandskapet och litterära landskapet på halvön Höri vid Bodensjön med specialutställningar.
I Hessehuset intill, poetens första autentiska hem i Gaienhofen (1904–1907), visas utställningen "Gaienhofen Omvägar. Hermann Hesse och hans första hus."
Hermann Hesse bodde 1907–1912 i Erlenloh. Där ligger idag Mia och Hermann Hesse-huset. Fokus ligger på familjen Hesses vardag. Byggnaden var stängt för allmänheten i 90 år men kunde öppna 2004. Mycket kunde bevaras och rekonstrueras.

### Svenska antologier
- Själens spegel: valda noveller (till svenska av Anders Österling, Bonnier, 1939 [utg. 1941])
- Dikter (tolkade av Erik Blomberg, Hans Dhejne, Johannes Edfelt, Olof Lagercrantz, Bertil Malmberg, Arvid Mörne, Irma Nordvang, Gunnar Mascoll Silfverstolpe, Anders Österling, Bonnier, 1946)
- Bokens magi: två essayer (översättning av Carl Olof Nyman, Bokvännerna, 1955)
- Ett världsbibliotek (översättning av Thure Nyman, Bokvännerna, 1961)
- Brev från en diktare (urval och översättning: Brita Edfelt, Natur och kultur, 1961)
- Hemligheter: bekännelser och meditationer (urval och övers. av Hans Levander, Aldus/Bonnier, 1973)
- Krisdikter och sena dikter (tolkningar och inledning av Hans Levander, Forum, 1979)
- Sagor och legender (översättning, inledning och urval: Carl-Erik af Geijerstam, Författarförlaget, 1987)
- Trollkarlens barndom och andra berättelser (översättning och urval: Carl-Erik af Geijerstam, Författarförlaget Fischer & Rye, 1989)

## Priser och utmärkelser
- Bauernfelderpriset 1904
- Fontanepriset 1919
- Goethepriset 1946
- Nobelpriset i litteratur 1946
- Friedenspreis des Deutschen Buchhandels 1955
- Hedersdoktor vid Berns universitet 1947[9]
- Hermann-Hesse-museet i Calw, som dokumenterar Hesses liv och verksamhet, grundades 1990
- Museo Hermann Hesse i Montagnola, som ägnas Hesses 43 år i staden, invigdes 1997.[9]
- Den 8 december 1998 fick Hesse den nyupptäckta asteroiden 9762 Hermannhesse uppkallad efter sig.[14]